# La Roda de la Fortuna

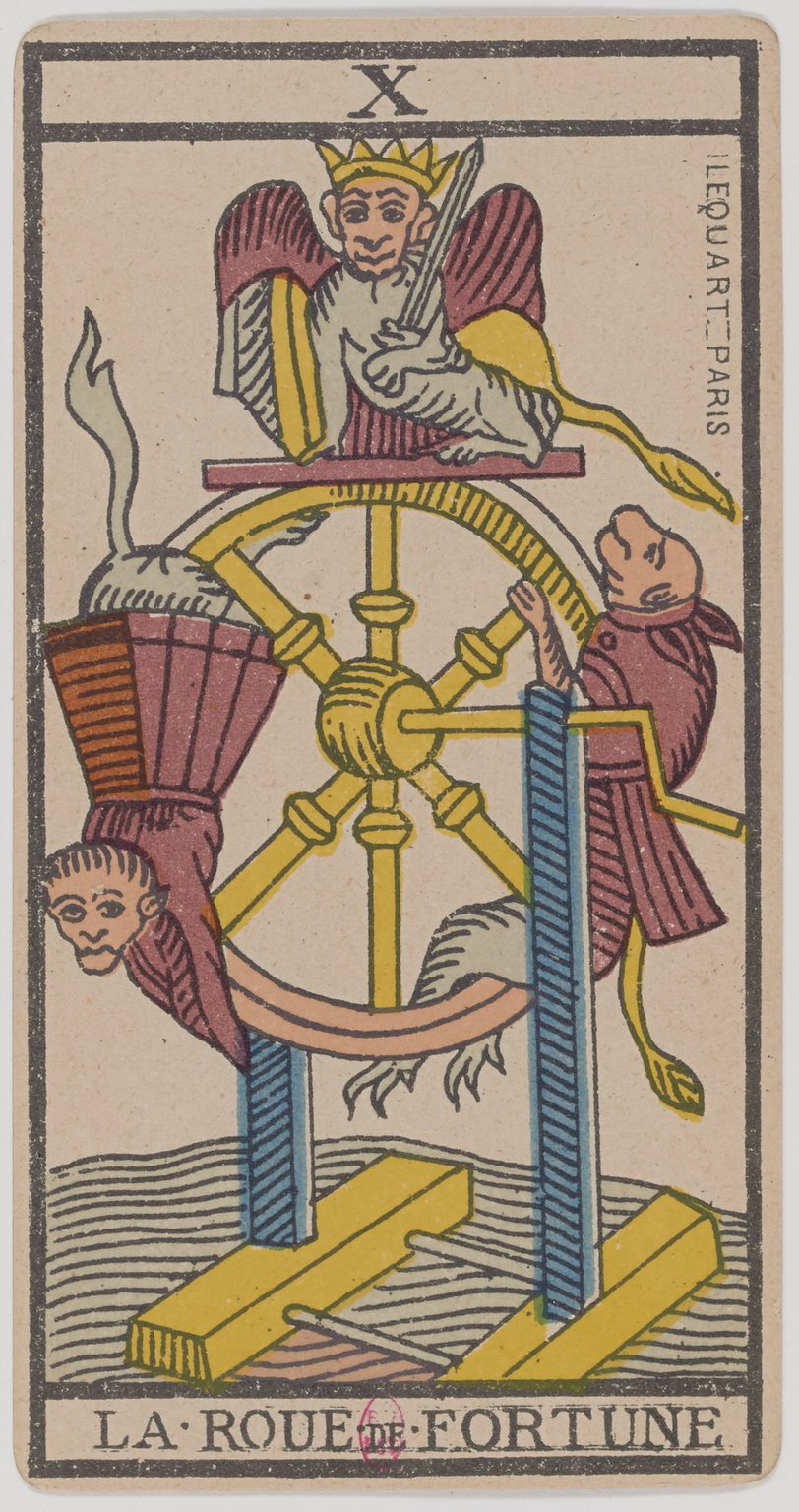
La Roda de la Fortuna, desè arcà major del tarot. Representació del Tarot de Marsella

La Roda de la Fortuna (X) és el desè trumfo o arcà major en les baralles de tarot i s'utilitza tant per als jocs populars de tarot com en la cartomància.

## Descripció
El motiu de la carta es remunta als tarots d'inicis del segle xv, plasmant el concepte medieval de la Rota Fortunae, la roda de la deessa Fortuna. Es tracta d'un motiu comú en l'art medieval, que es pot trobar tant en manuscrits com a les grans rosasses de moltes catedrals. Característicament, té quatre parts, o etapes de la vida, amb quatre reis: el de l'esquerra té l'etiqueta regnabo (regnaré), el de la part superior diu regno superior (regno) i sol estar coronat, el de la dreta està descendint i diu regnavi (he regnat) i la figura de la part inferior diu sum sine regno (estic sense regne).
Un cop es coneix l'al·legoria medieval no és difícil veure el simbolisme d'aquesta carta, ja que s'hi mostra una roda de sis radis amb tres figures humanoids amb trets animals: la de la dreta sembla ascendir-hi, la de sobre està coronada i subjecta una espasa, finalment la de l'esquerra sembla caure o descendir cap a terra. Segons el llenguatge al·legòric al que correspon, els tres personatges serien un mateix, subjecte a les variables de la fortuna: la feina o l'esforç per assolir l'èxit (o qualsevol meta), el moment de plenitud i l'inevitable caiguda o oblid causat pel pas del temps.

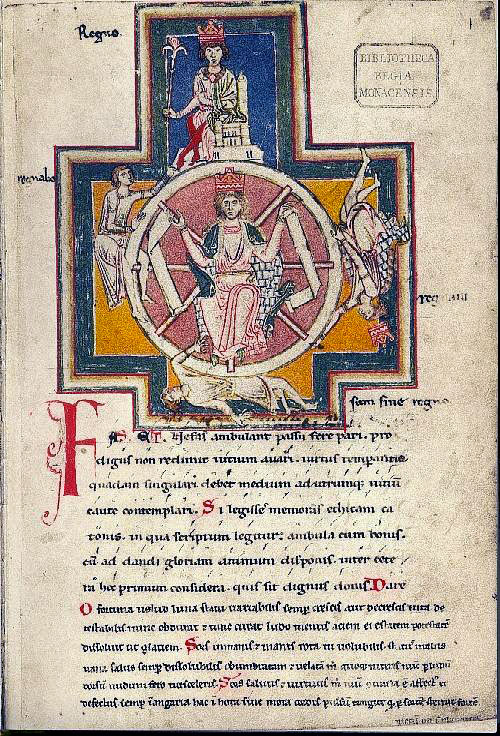
Durant d'edat mitjana la Roda de la Fortuna es representava, sovint, amb quatre reis: el que espera regnar, el que regna, el que veu el final del seu mandat i el que es lamenta i anyora el passat, desposseït ja de qualsevol poder. Miniatura del Codex Buranus, del 1230.

En algunes baralles, com la del Tarot Rider-Waite, la roda es troba inscrita amb símbols alquímics que representen els quatre elements: Terra, Aire, Foc i Aigua (que, com passa a la carta del Mag, representarien també els quatre colls dels arcans menors: oros, bastos, espases i copes respectivament).
A la baralla de Waite es mostren també quatre criatures alades als cantons de la carta, que són els símbols dels quatre evangelistes (El lleó, el bou, l’home i l’àguila). Aquests quatre evangelistes també estan representats pels quatre signes astrològics fixos: Taure, Lleó, Escorpí i Aquari. A més, es veu una representació del déu Anubis pujant amb la roda al costat dret, mentre que el Tifó, amb aspecte de serp, baixa per l'esquerra. Al volant, alternant-se amb les lletres T-A-R-O, hi ha les lletres hebrees י-ה-ו-ה, generalment transliterades com YHWH (Yahweh - hebreu per Déu).

## Interpretació
Un aspecte comú de la majoria d’interpretacions d’aquesta carta és l'element de canvi, especialment pel que fa a l'estatus, posició o fortuna: com que els rics siguin pobres o els pobres s'enriqueixin.
Per la seva banda, per Jodorowsky indica en quin moment de la vida es troba el consultant. Si es presenta al principi d’una tirada, suggereix el tancament d’un episodi passat i l’inici d’un nou cicle, mentre que en cas contrari pot indicar en tancament ‘un cicle complet. Per altra banda, si se situa a la part central de la tirada (o, en ocasions, al final), pot indicar també un bloqueig que cal superar per tal que la roda pugui seguir girant.
Segons La clau pictòrica del tarot d'A.E. Waite, la carta de la Roda de la Fortuna porta diverses associacions adivinatòries: destí, fortuna, èxit, elevació, sort, felicitat. Invertit pot significar: augment, abundància, superfluitat.

La Roda de la Fortuna (X)
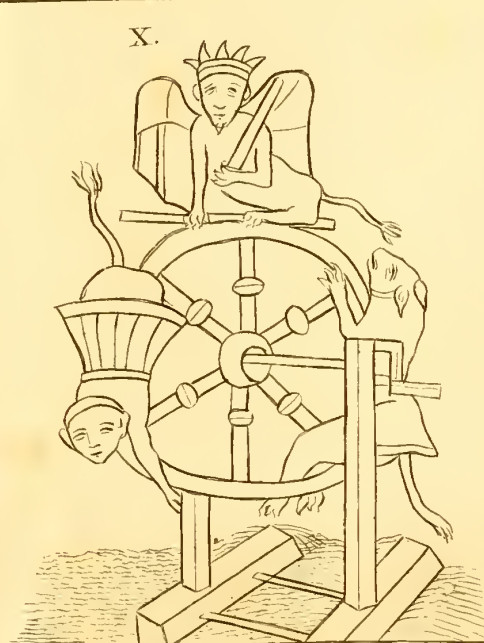
Disseny de l'arcà per al llibre de Court de Gébelin, Du Jeu des Tarots (1781).
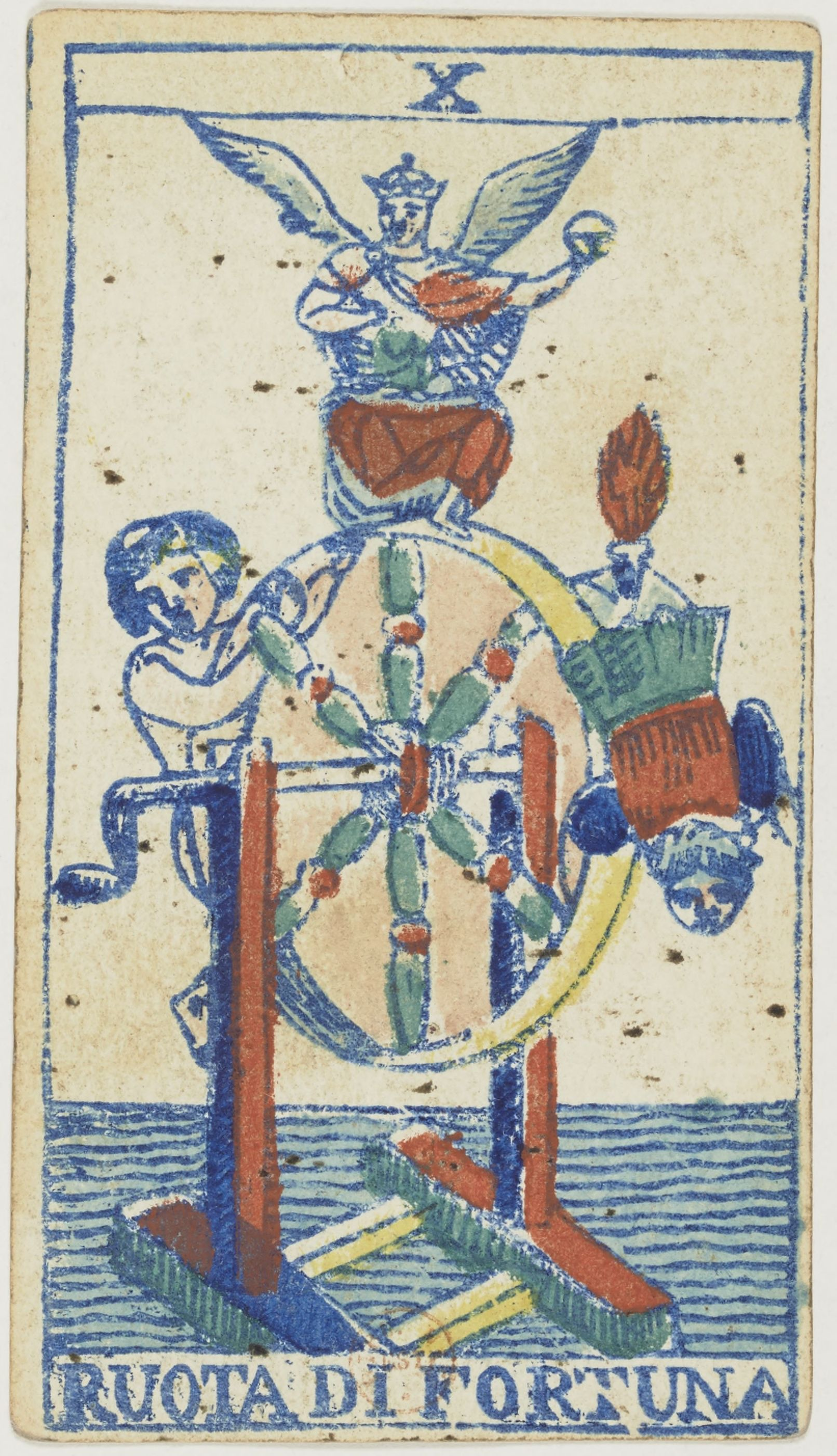
Tarot Piemontès, 1865.
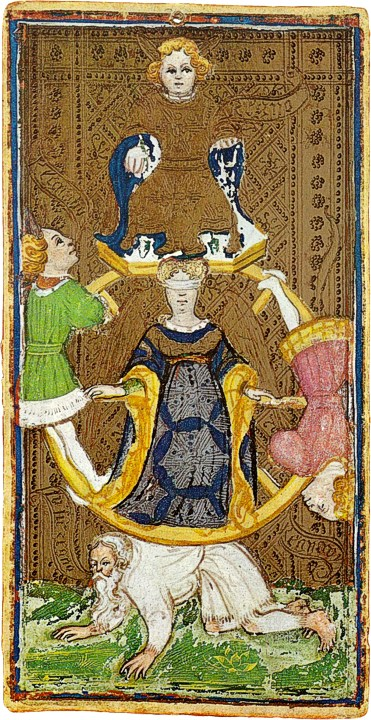
Tarot Visconti-Sforza, entre 1440 i 1470.
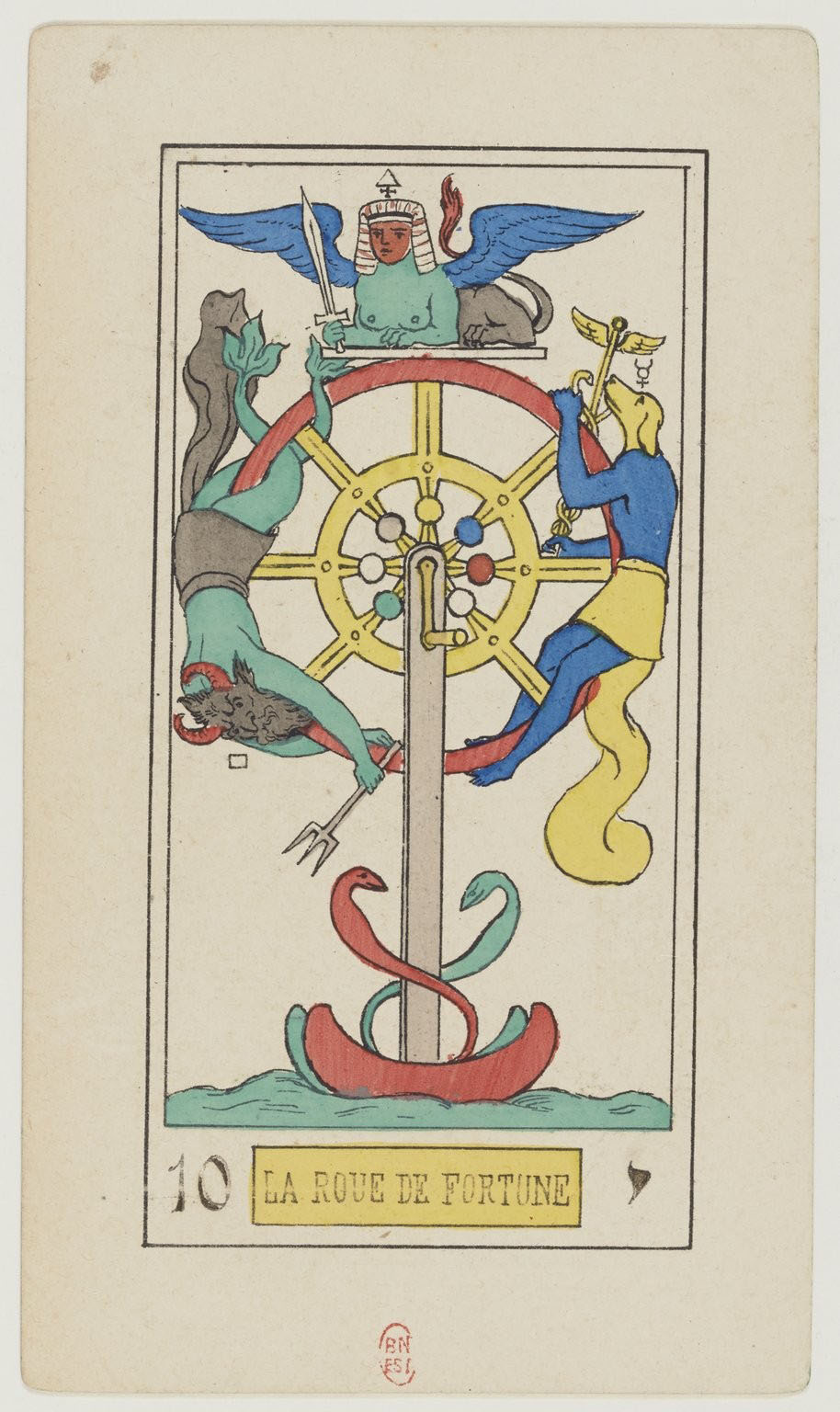
Tarot d'Oswald Wirth, 1889.
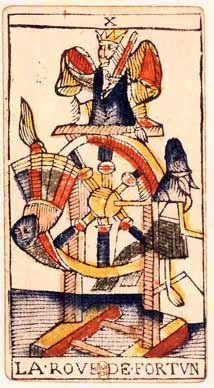
Tarot de Jean Dodal, entre 1701 i 1715.
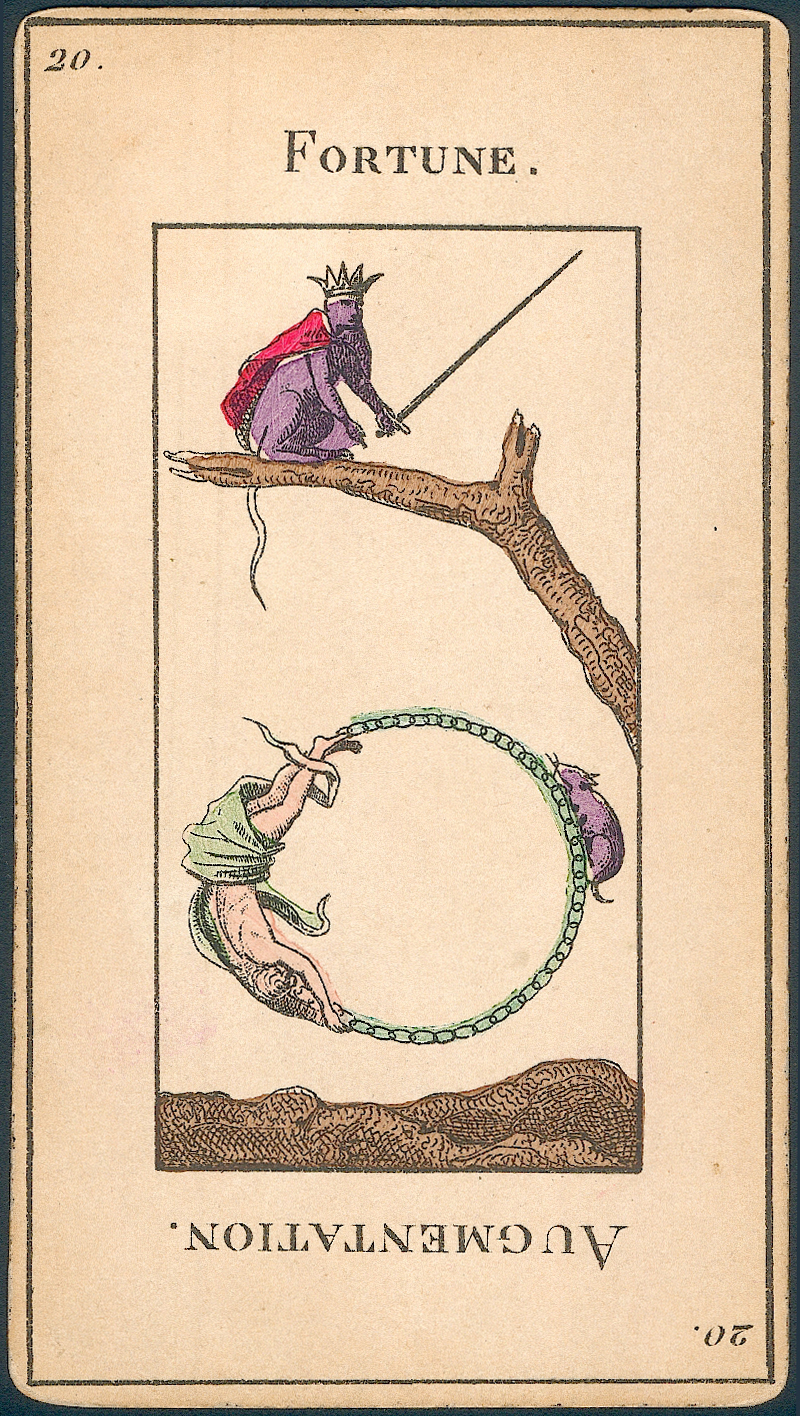
Tarot d'Etteilla, cap a 1890.
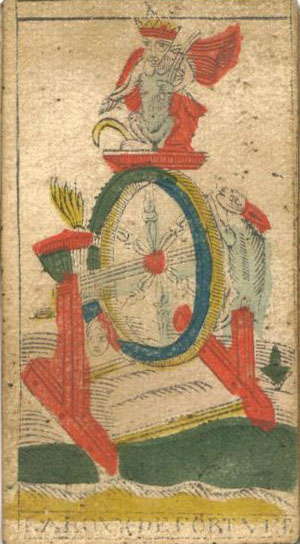
Tarot de Besançon, cap a 1820 –1830.
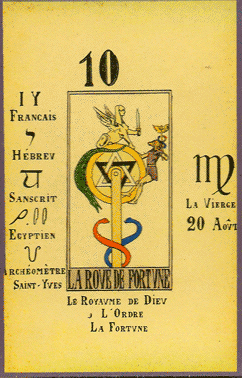
Disseny de l'arcà per al llibre de Papus Le Tarot Divinatoire. Le Livre des Mystères et les Mystères du Livre. Clef du tirage des cartes et des sorts. Avec la reconstitution complète des 78 lames du Tarot Égyptien et de la méthode d'interprétation. Les 22 arcanes majeurs et les 56 arcanes mineurs (1909).